# Crucianella divaricata
Crucianella divaricata là một loài thực vật có hoa trong họ Thiến thảo. Loài này được Korovin mô tả khoa học đầu tiên năm 1924.